# 自殺サイト殺人事件
自殺サイト殺人事件（じさつサイトさつじんじけん）とは、2005年（平成17年）2月に行方不明であった女性の遺体が大阪府河内長野市にある河川敷にて発見されたのを発端として発覚した殺人事件。8月5日に当時堺市に住んでいた容疑者の男が、大阪府警察に逮捕された。報道などでは自殺サイト連続殺人、自殺サイト悪用事件とも呼ばれる。
当初、殺害容疑はこの女性1人だけだったが、容疑者の供述によりいじめ被害者とされる男子中学生や男子大学生の殺害も発覚。その後の捜査でこの2名の遺体が山中で発見された。うち男子大学生の遺体遺棄現場は第1被害者の女性のそれと全く同じ場所のダム湖であって、遺体発見現場としては数キロメートルしか離れていなかった。

## 死刑囚M
Mは人の苦しむ姿を見て興奮するという性癖を持っており、過去にも高校・大学時代に白色スクールソックスを着用した男性の学友の首を絞めたり（後述、ともに無期限停学処分となるも揉み消しにより公にされず）、ゆうメイト時代にいじめに復讐するために加害者に当たる同僚兼飲み仲間の首を絞めて負傷させたり（懲役1年、執行猶予3年の有罪）、通りがかりの人などにいきなり襲いかかり口を塞いだ（執行猶予付き有罪→懲役10ヶ月）として逮捕されたという暴行または傷害の前科が3度、首絞め路上強盗や薬品を染み込ませた布で通行人の鼻や口などを塞ぐなど同様の行為を小学校高学年の初犯から今回の殺人事件で逮捕されるまで50件以上行っていたことが判明。IQは128と高く、30年以上前の出来事も絵画のように細かく描写することもできた。
Mがもがき苦しむ人を見て興奮し、もしくはそれと関連して衝動的に暴行を加えないと情緒不安定に陥るという各性癖へと走るきっかけとなったのは、少年時代に読んだある連続快楽殺人を主題とした推理小説の中で、犯人が麻酔薬を染み込ませた布を少女の鼻に押し当てて失神させる場面に性的興奮を感じたのが始まりとされている。また、2002年（平成14年）1月頃、犯行予告文ともとれる自作の推理小説を自らのホームページに掲載している。この小説を掲載したことをきっかけに人を窒息させて死に至らしめることで快楽を得ようという性的欲求を抱くようになった。
執行猶予取り消し分と併せて2年6月の判決に対し、2年弱の刑期を終えて2004年（平成16年）3月29日に出所後、Mは修理工となったが、3ヶ月程経つと過去に起こした事件を思い出すだけでは我慢できず、窒息プレイをしたいと考えるようになった。そこで、白色スクールソックスを着用したファーストフード店員を帰宅途中に襲撃して窒息行為を繰り返した後、窒息死させようと計画したが、死体の処理方法が思い付かず断念した。また、インターネットのSMサイトに窒息行為の相手を募集して性的欲求を満たそうとしたが、適当な相手がおらず、こちらも断念した。
そういった中で、2004年（平成16年）12月頃に自殺系サイトに目をつけたMは、多重債務やいじめなどを苦にした自殺志願者を「集団自殺しませんか」と言葉巧みに騙し、なぶり殺しにすることで自殺を「手伝い」、自らは死刑になる形で後を追う、という「無理心中目的の説得ずくの快楽殺人」という手口に及んだ。

## 事件の経過
2005年（平成17年）2月19日、派遣の修理工の男Mはインターネットの自殺サイトを利用して知り合った女性A（当時25歳）を同日午後8時30分頃、河内長野市加賀田の山中に連れ出し、停車中のレンタカー内でAの手足を縛った上に鼻と口などを複数回塞ぐなどして繰り返し失神させた。その後、午後10時頃にAの鼻と口を塞いで窒息死させ、衣服をはぎ取った後にAの死体を近くの河原に掘った穴に遺棄した。
また、2005年（平成17年）5月21日、自殺サイトを利用して知り合った神戸市北区の中学3年の男子生徒B（当時14歳）を同日午後2時頃、JR南田辺駅前に誘い出し、午後3時頃、泉南郡内の路上に停車中のレンタカー内でBの手足を縛った上に鼻と口などを複数回塞ぐなどして繰り返し失神させた。その後和泉市へ移動し、午後5時頃にBの鼻と口を塞いで窒息死させ、衣服をはぎ取った後にBの死体を和泉市内の山林に遺棄した。さらには、Bを殺害後、MはBの遺族から現金300万円を脅し取ろうと計画。5月29日の午後0時48分から午後1時09分頃、誘拐と見せかけ河内長野市内の公衆電話とBの携帯電話から脅迫電話をかけたが、現金を得ることはできなかった。その腹いせとして、MはBを殺害したことを遺族に告白したものの、半年近くも発覚することはなかった。
その他、2005年（平成17年）6月10日、自殺サイトを利用して知り合った東大阪市の男子大学生C（当時21歳）を河内長野市内の空き地へ同行させた後、午後5時30分頃、停車中のレンタカー内でCの手足を縛った上にポリエチレン製袋片を貼り付けたタオルで鼻と口などを複数回塞ぐなどして繰り返し失神させた。その後、午後7時頃にCの鼻と口をタオルで塞いで窒息死させ、衣服をはぎ取った後にCの死体を河内長野市内の道路脇下の崖下山林に遺棄した。
Mの手口は巧妙で、自分へ警察の捜査が及ばないように被害者を騙して自殺サイトの使用履歴をパソコン上から削除させたり、「玄人（＝自殺未遂経験者）からの助言」として遺族宛てに遺書を書かせたりし、殺害についても被害者を苦しめるために何度も被害者の口を塞いで失神させては蘇生させたり、ラップフィルムやゴム手袋を利用して証拠を残さないようにしていたりと悪質であると言われている。更には被害者を殺害する様子を写したビデオテープや、被害者の苦しむ声が録音されたテープも自宅倉庫から押収された。

## 刑事裁判

### 第一審・大阪地裁
2005年（平成17年）12月2日、大阪地裁（水島和男裁判長）で初公判が開かれ、罪状認否でMは「間違いありません」と述べて起訴事実を全面的に認めた。
冒頭陳述で検察側は、Mがテープに録音した被害者の苦悶の声などをスクリーンで映し出しながら「快楽殺人」の経緯を詳細に説明した。一方、弁護側は「責任能力を有していない」として刑事責任能力について争う姿勢を見せた。
Mが受けた「一審の初公判」はこれで人生4度目である。
初公判の冒頭陳述で、Mには白色スクールソックスに興奮するという、もう一つの性癖があることが明らかにされた。この性癖のきっかけとなったのは、中学生時代に教育実習の女子大生を窒息させるという妄想にふけりながら自慰行為を繰り返す過程で、彼女が着用していた白色スクールソックスも性的興奮の対象となったためとされている。その性癖のために、Mは大学生時代に白色スクールソックスを着用した男性の友人を見て欲求を抑えられなくなり、襲って首を絞めたことが明らかになり金沢工業大学を1年2ヶ月で中退（成績不良のため留年した2年次の春、事件発覚による無期限停学処分前に自主退学）している。本件においては、犯行の際に全ての被害者に白色スクールソックスを履かせて興奮を高めていた。
なお、上述の通り殺傷事件の被害者が全員白色スクールソックスを履かされていたこと、ゆうメイト時代に首を絞めた同僚が好んで白ソックスを履いていたことが判明して以降、大阪拘置所内に「白色スクールソックスは禁止」というドレスコードができた。
2005年（平成17年）12月13日、第2回公判が開かれ、Mが出所後に購入した電子手帳に「実行記録」と名付けたデータを保存していた事実が明らかにされた。「実行記録」には、「口ふさぐ、さるぐつわ、アルコール麻酔」などと被害者の特徴や犯行内容を記録していた。「実行記録」には、殺人事件の被害者以外にも首絞め路上強盗など通り魔的犯行の被害者と見られる65人についてのデータも残されていた。もし仮にこれらが「前年に出所してからの犯行」であるとすれば、余罪は100件以上にのぼるという。以後の被告人質問における「人を殺した時の感触を鮮明に覚えており、忘れたくても忘れることができず、現在に至っても他人をいたぶらないと情緒不安定になる」との発言が示すとおり、実際、第3回公判以後にテープを再生するなどして証拠資料の提示の段階で凶行の詳しい態様が説明された日にも、拘置所に帰ってから衝動的にそこに居合わせた未決囚仲間や看守に殴り掛かるという暴力沙汰を起こしている。
2006年（平成18年）1月13日、第3回公判が開かれ、弁護側は「被告の性的倒錯を調べるには臨床心理士や心理学者による鑑定が必要」としてMに対する精神鑑定と情状鑑定を大阪地裁に請求した。また、Mの供述調書より3人殺害後も自殺志願者5人とメールをやり取りするなどして4人目の殺害を計画していたことが明らかになった。
2006年（平成18年）1月24日、第4回公判で被告人質問が行われ、Mは「3人殺害なら死刑は間違いなく、性的欲求を止められないことにピリオドを打ちたかった」と3人の殺害を自供した理由を述べた。また、「自分が事件を起こした原因が明らかにされてプログラムの一助になってほしい」と性犯罪再犯防止プログラムの処遇に対する要望を述べた。
2006年（平成18年）2月7日、大阪地裁はMの刑事責任能力を調べるために精神鑑定を実施することを決めた。一方、情状鑑定については採用を留保した。
2006年（平成18年）12月22日、大阪地裁は「犯行時、性的サディズム、フェティシズム、反社会性人格障害の混合状態だった」としてMの刑事責任能力を認める精神鑑定書を証拠採用した。
2007年（平成19年）2月20日、論告求刑公判が開かれ、検察側は「犯罪史上類を見ない凶悪非道な犯行で、極刑がやむを得ないのは火を見るより明らか」としてMに死刑を求刑した。遺族も意見陳述で「被告は命より大切な息子を取り上げた。何もかもが壊れてしまった」などと述べてMに死刑を求めた。
2007年（平成19年）2月23日、最終弁論が開かれ、弁護側は「犯行当時、責任能力を欠いていた」としてMの刑事責任能力を認めた精神鑑定が不十分と指摘し、死刑回避を訴えた。最終意見陳述でMは「命をもって償うしかない。どのような判決でも受け入れる」と述べて結審した。
2007年（平成19年）3月28日、大阪地裁（水島和男裁判長）で判決公判が開かれ「わずか4か月で若者3人の尊い命を奪った結果は極めて重大。犯行態様は残忍、冷酷、非道」としてMに求刑通り死刑判決を言い渡した。判決理由として裁判長は、以下のことを挙げた。
- 被害者が被告と同じ自殺志願者であったことについては「直前に、被害者自身が殺していいという意思表示をした」という「刑法202条（自殺幇助及び同意・嘱託・承諾殺人、7年以下の懲役）を満たす、被告側に有利となるような要件」については、唯一の物証であるテープの冒頭部分を見る限りでは「あった」と立証できるものの、「練炭による安らかなる死、という偽りの殺害方法」を提示して誘拐しておきながら、「リンチもしくは拷問によって」これまでに数回自殺を図ったが死にきれなかったために味わった被告自身の「生き地獄の責め苦」を「自らの性的欲望を満たす意味合いも兼ねて被害者にも強要」し、被害者自身が「殺され方を選択できる余地がなく」本人の望んでいた、あるいは期待していた「最初に提示されていた練炭による安らかなる死」とは180度異なっており、同じ自殺志願者仲間のやるようなこととは到底思えず、結果の重大性を左右できるようなものでもありえないため、前述の「刑法202条に基づいた、死刑回避できるような減軽事由」に相当しかねること[58]。
- 男性2人の殺人については自首が成立するとともに、遺族に対しては反省や謝罪の言葉をしきりに口にしており、最終弁論の最後においては土下座もしているという言動を見る限り、法律の上では弁護側が主張したとおりの「減軽事由」に相当するものの、それ以前に被告は罪状の過少申告をして減軽を勝ち取ったり、また今回の事件について言えば下準備や証拠隠滅工作を重ね、完全犯罪をほぼ達成できていたという事実を見るに、完全責任能力を有していたばかりか、過去の連続（強盗）傷害罪の再犯・併合罪加重が立ちはだかっているという事実に加え、第1の殺人について言えば準婦女暴行致死罪が成立するような状況だったとの事実認定ができる以上は、自首や謝罪をしたとはいえ「死刑回避できるような減軽事由」に相当しかねること[59]。
- 1年以上にわたって行われた精神鑑定によると、被告人は両親、特に元警察官である父親からは独自の逮捕武術から派生した窒息によるリンチ・虐待を受けており、これが被告の言う「4つの性癖（白色スクールソックス、窒息、唯一効力のある「精神安定剤」が他人をいたぶることであること、そのことを苦にしたことで生じた自殺願望）」の根本となっていた。この事実を察するに、元々うつ病で騙されやすい体質の被害者全員はもちろんのこと、似たような境遇である被告もお互い何の非もなく悲劇的であり同情に値するが、この「4つの性癖」によって、本判決までに120人以上を殺傷して裁判所と塀の外を行ったりきたりして「非行歴も含めて、前科5犯の再犯者（しかも前科の内容は5つとも全く同じもの）」となっているという事実を見る限り非常に根深いものがある以上、手のほどこしようがないと断言することができ、さらには今回の殺害動機とも因果関係があると立証できた時点で、矯正・更生の見込みは極めて絶望的であり、最終弁論において被告本人自身もそうであると認めている以上、弁護側のみが主張した「死刑回避できるような減軽事由」に相当しかねるということは明白である。また被害者遺族及び関係者の処罰感情の峻烈さと相俟って、死をもって償わせるしか被害者・被告など当事者全員を救う方法はないこと[注 9][60]。

弁護側は即日控訴したものの、Mが2007年7月5日付けで弁護人の控訴を取り下げたため、死刑判決が確定した。

## 死刑確定後
2007年7月7日、控訴取り下げの無効を求める審理開始の弁護人の申し立てを大阪高裁は受理した。しかし、7月18日の接見でMが改めて死刑を受け入れる意向を強く示したことから、弁護人はMの意向を汲み取り、控訴取り下げの無効を争わないことにした。このため、Mの死刑確定が維持されることとなった。
Mは公判中の2006年（平成18年）12月頃から長谷川博一・東海学院大学教授と接見を始め、死刑判決後は約2ヶ月間にわたり集中的に接見、主に心理面や自身の性癖などについて分析を依頼していた。長谷川はMが性癖を持つに至ったきっかけとして「尊敬していた父親から虐待に近い暴力を受け、人を窒息させることで、自分を父親に同一化させるようになったのだろう」と分析している。
2009年（平成21年）7月28日、森英介法務大臣（当時）の執行命令書捺印により、Mの死刑が執行された。40歳没。死刑確定から2年という早さでの執行であった。同日には大阪姉妹殺害事件の死刑囚他1名の死刑も執行されている。